# Manuel Minginfel
Manuel Minginfel (* 28. September 1978) ist ein mikronesischer Gewichtheber.

## Karriere
Manuel Minginfel nahm als Fahnenträger seines Landes an den Olympischen Sommerspielen 2008 teil. Im Wettkampf konnte er den elften Rang in der Kategorie bis 62 kg mit 275 kg erringen. Auch an den Olympischen Sommerspielen 2004 war er dabei und wurde Zehnter. Bei den Weltmeisterschaften 2005 belegte Minginfel den siebten Platz und ein Jahr später den vierten Rang. Der Mikronesier gewann in der Gewichtsklasse bis 62 kg drei Jahre hintereinander die Ozeanienmeisterschaften 2006, 2007 und 2008. Seit 2010 ist er der neue Generalsekretär für Gewichtheben der  FSM (Bundesstaaten Mikronesiens). Er ist weiterhin aktiver Heber.